# Vann'Antò
Vann'Antò, pseudonimo di Giovanni Antonio Di Giacomo (Ragusa, 24 agosto 1891 – Messina, 25 maggio 1960), è stato un poeta e traduttore italiano.

## Biografia
Nasce a Ragusa in Via San Francesco 73 dal bracciante Salvatore Di Giacomo (1848) e da Carmela Rizza (1859).  Si laurea a Catania nel 1914 con una tesi sul verso libero, relatore Paolo Savj-Lopez.
Professore di Letteratura delle tradizioni popolari all'Università di Messina e autore di testi in siciliano, è stato con Ignazio Buttitta il massimo esponente della poesia siciliana del Novecento. 
Nel 1915 fondò, assieme a Guglielmo Jannelli e Luciano Nicastro, il periodico messinese «La Balza futurista», che si rifaceva al movimento futurista di Marinetti. La rivista  ebbe vita breve: ne usciranno infatti solo tre numeri.
È diventato un'autorità non solo per le sue opere originali, ma anche per le traduzioni di alcuni autori, soprattutto dei decadentisti francesi. A questo proposito, nel 1955, Vann'Antò e Pier Paolo Pasolini furono protagonisti di un interessante confronto sulla natura della poesia dell'autore ragusano. Pasolini sosteneva che le sue composizioni fossero ispirate al decadentismo di Stéphane Mallarmé e Paul Éluard. Vann'Antò non era d'accordo e in sua difesa richiamò un elogio di Leonardo Sciascia che così commentò la sua poesia in vernacolo in una lettera, pubblicata due anni prima su «il Belli» (bimestrale diretto da Mario dell'Arco):
(Leonardo Sciascia, Appunto su Vann'Antò, «il Belli», a. III, n. 3, giugno 1953, p.61.)
La genuinità e la ricchezza del mondo poetico di Vann'Antò furono evidenziate con autorevoli giudizi critici da Concetto Marchesi, che mise particolarmente in luce la straordinaria «sensibilità» di questo poeta dialettale, a Salvatore Quasimodo, che lo definì come il poeta siciliano «più importante del primo cinquantennio del secolo»; da Giuseppe Ungaretti, che ne colse «espressioni d'una delicatezza di sentimento favolosa», a Luigi Russo, secondo cui in quel mondo popolare e fiabesco Vann'Antò seppe condensare «il meglio delle nostre esperienze letterarie contemporanee». 

## Opere
Tra le sue raccolte di poesie si ricordano:
- Il fante alto da terra (1923)
- Voluntas tua (1926)
- Madonna nera (1955)
- Fichidindia (1956)
- U vascidduzzu (1956)
- 'A pici (1958).

Scrisse inoltre alcuni saggi sulla Letteratura delle tradizioni popolari, tra cui: Il dialetto del mio paese (1945), Indovinelli popolari siciliani (1954), Gioco e fantasia (1956). Infine, curò l'edizione de La Baronessa di Carini (1958, da una storia del Cinquecento).